# II. Lajos keleti frank király
II. Lajos vagy Német Lajos (németül: Ludwig II. der Deutsche), (804 k. – 876. augusztus 28.) keleti frank király, I. (Jámbor) Lajos császárnak és első feleségének, Hesbaye-i Ermengardenak a harmadik fia volt. Apja 817-es császárrá koronázásától bajor király, a 843-as verduni szerződés értelmében pedig a Keleti Frank Királyság, azaz a mai Németország királya lett.

## Életrajza

### Jámbor Lajos császársága
Korai évei valószínűleg nagyapja, Nagy Károly udvarában teltek, akitől különleges figyelmet kapott. Amikor Jámbor Lajos 817-ben felosztotta örökségét fiai között, Lajos kapta Bajorországot (formálisan bátyja, Lothár vazallusaként) és a környező birtokokat. Ám birtokait csak 825-ben vehette saját maga kezelésbe, amikor legyőzte a vendeket és a szorbokat a keleti határán. 827-ben vette el az elzászi Altdorfi Emmát, mostohaanyja Welf Judith nővérét, Welf lányát. Ám Lajos hamarosan szembefordult mostohaanyjával, aki saját fiának, Kopasz Károlynak, szerezte meg Bajorországot. Ennek megakadályozására Német Lajos szövetkezett fivéreivel, Lothárral és Pipinnel, apjuk és mostohaanyjuk ellen.
A Német Lajos részvételével lezajlott első polgárháború megszakította apjuk uralkodását, ám a másodikban bátyja, Lothár és Pipin, megengedték neki hogy meghódítsa Alemanniát, amit apjuk Károlynak adományozott. 832-ben Német Lajos seregeket küldött az alemanniai szlávok ellen és leigázta őket. Jámbor Lajos bátyjaival együtt kitagadta, ám ennek hatására, a három lázadó herceg elfogta őt és megfosztotta hatalmától. Ám a császár végül kibékült Német Lajossal és neki adta Bajorországot 836-ban.
A 839-ben kezdődő harmadik polgárháborúban, Jámbor Lajos uralkodásának utolsó évtizedeiben, maga Német Lajos volt a felbujtó. Egy sáv a területeiből az ifjú Károly herceghez került, de Német Lajos ismét meghódította Alemanniát. Ám mivel apja túl harciasnak bizonyult kedvenc fia, Károly, védelmében az ifjabb Lajos a birodalom délkeleti csücskébe a Pannoniai Őrgrófságba kényszerült. A békét a seregek erejével kötötték meg.

### I. Lothár császársága
Amikor az idősebb Lajos 840-ben meghalt és Lothár lett a császár, Német Lajos szövetkezett féltestvérével, Kopasz Károllyal, és megverték Lothárt és unokaöccsét, II. Pipint, Aquitánia királyát, I. Pipin (Német Lajos és Lothár fivérének) fiát a fontenoy-i csatában 841 júniusában. 842. júniusban a három fivér egy szigeten találkoztak a Saône folyamon hogy megkössék a békét és kijelöljk királyságaik jövőbeli határát. Ez az egyezség végső formáját a 843. augusztusi Verduni szerződésben nyerte el. Ennek értelmében Lajos kapta a Rajnától keletre fekvő területeket (Keleti Frank Királyság), a későbbi Németországot, Speyer, Worms és Mainz környékével. Területei magukban foglalták Bajorországot, ahol Regensburgot tette meg központjává, Türingiát, Frankföldet és Szászországot. Ez lett a későbbi Német Királyság alapja. 842-ben egy az obodritok elleni hadjárat során, betört Morvaországba, Csehországba és egyéb környező területekre, de a vikingek elleni védekezésben nem ért el túl nagy sikereket.
852-ben Német Lajos elküldte fiát, Ifjabb Lajost Aquitániába, ahol a bárók lázadoztak II. Pipin kormányzási stílusa miatt, de a herceg a következő évben visszatért. Lajos 853-ban és a következő években számos intézkedést tett hogy megszerezze a nyugati frank trónt, ugyanis a Fuldai évkönyvek szerint ebben az időben a nép fellázadt Kopasz Károly uralma ellen. Unokaöccsei, II. Pipin és Provence-i Károly biztatására Német Lajos végül 858-ban megtámadta féltestvérét, aki két tűz közé szorulva Burgundiába volt kénytelen menekülni. Még ebben az évben Német Lajos kiadott egy chartát, amelyet nyugati frank királyi uralkodásának első évére datált. Ennek parancsmegtagadások és dezertálások lettek az eredményei a hadseregben, és a Kopasz Károlyhoz hű aquitániai püspökök Német Lajos parancsa ellenére cselekedtek.

### II. Ifjabb Lajos császársága

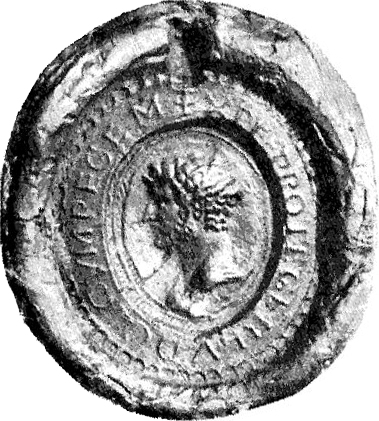
II. Lajos

855-ben meghalt I. Lothár császár, így Német Lajos és Kopasz Károly egyezkedni kezdtek területei felosztásán maguk között. Ennek akadályai azonban Lothár fiai, II. Lothár, II. Ifjabb Lajos és Provence-i Károly voltak, Német Lajos és Kopasz Károly unokaöccsei. 863-ban, Provence-i Károly halála után, a két fivér felosztotta egymás között Provence-t és Burgundiát. 868-ban, Metzben, megegyeztek Lotaringia elkülönítéséről, de amikor 869-ben II. Lothár meghalt, Német Lajos súlyos betegen ágyban feküdt, a háború a meersseni szerződésbe hajszolta, melynek értelmében Lotaringiát is felosztották a felek között 870-ben.
A következő évek Német Lajos fiainak harcával teltek. Karlmann 861-ben kelt fel, majd két évvel később ismét a második fiú, III. Ifjabb Lajos, lázadása után, akit öccsük, Kövér Károly bujtott fel. 864-ben Német Lajos ráerőszakolta Karlmannra, hogy elégedjen meg az örökségbe kapott Bajorországgal, amit még apja alatt birtokba vehetett. 865-ben, tovább osztotta a földjeit. Szászországot Ifjabb Lajosnak adta (Frankfölddel és Türingiával együtt). Svábföldet pedig Kövér Károlynak.

### II. Ifjabb Lajos császár halála után
II. Lajos császár halálhíre békét hozott apára és fiaira és megadta a lehetőséget Német Lajosnak, hogy fia, Karlmann, fejére tegye a császári koronát. Ám ezt megakadályozta Német Lajos nagy ellenfele Kopasz Károly, aki a császár halálának évében, 875-ben VIII. János pápa támogatásával előbb Paviában itáliai királlyá, majd december 29-én Rómában császárrá koronáztatta magát.
Német Lajos éppen háborúra készült amikor 876. augusztus 28-án Frankfurtban érte utol a halál. A lorschi apátságban temették el. Három fiút és három lányt hagyott maga után. Fiai szembefordultak egymással hogy felosszák a királyságot. Német Lajos bizonyult a legalkalmasabbnak Nagy Károly unokái közül. Uralkodása során megvédte királyságát a normann, magyar, szláv és egyéb népek támadásaitól. Szoros kapcsolatban élt az egyházzal, amellyel szemben mindig nagylelkű volt és nagyban munkálkodott pogány szomszédai megtérítésén.

## Címei
- bajor király (817-843)
- keleti frank király (843-876)

## Családja
Német Lajos 827-ben vette el Altdorfi Emmát (? – 876. január 31.) aki hét gyermekkel ajándékozta meg.
- Hildegard[2] (828 – 856. december 23.)
- Karlmann[2] (829 – 880. szeptember 29.)
- Ifjabb Lajos[2] (830 – 882. január 20.)
- Ermengard[2] (? – 866. július 16.)
- Gizella[2]
- Bertha[2] (? – 877. március 26.)
- III. (Kövér) Károly császár[2] (839. június 13. – 888. január 13.)